# Paese
Paese település Olaszországban, Veneto régióban, Treviso megyében. Lakosainak száma 22 004 fő (2023. január 1.). Paese Istrana, Morgano, Ponzano Veneto, Quinto di Treviso, Trevignano, Treviso és Volpago del Montello községekkel határos.

## Népesség
A település népességének változása:
| Lakosok száma | 21 933 | 21 992 | 22 004 |
|               | 2017   | 2018   | 2023   |